# Religión en Dinamarca

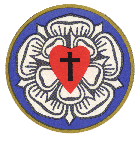
La rosa de Lutero.

Dinamarca es un estado confesional cuya religión oficial es el cristianismo de tipo protestante-luterano. El monarca (actualmente el rey Federico X) es la máxima autoridad de dicha iglesia. Una investigación en 2012, concluyó que en Dinamarca hay solo un 9% ateos, aunque su número se ha incrementado según estudios posteriores.

## Historia

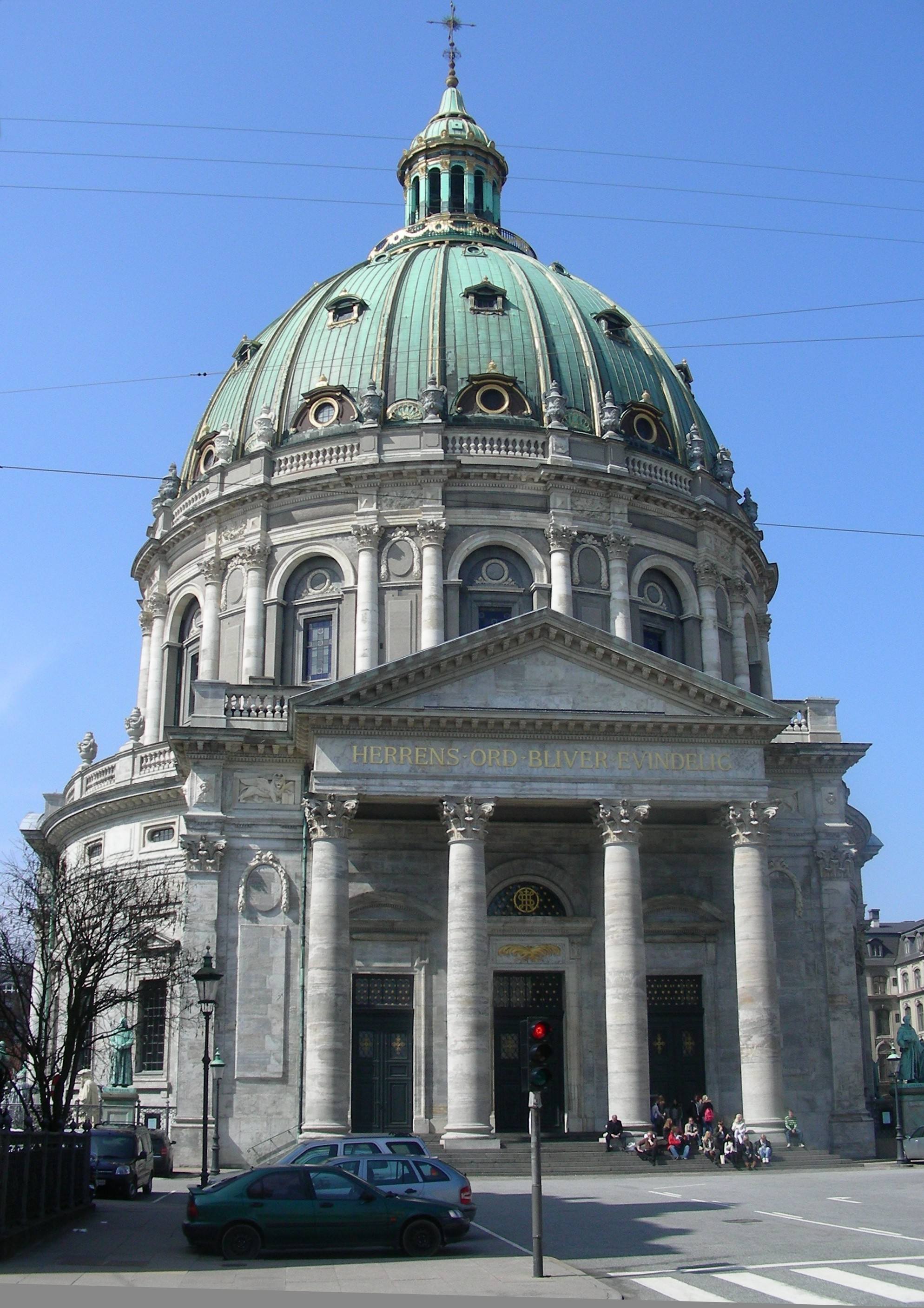
La Iglesia de Mármol de Copenhague

Dinamarca es desde el año 965 un país oficialmente cristiano, aunque fue un proceso largo de cambio de religión en la sociedad, ya que la religión tradicional siempre había sido el paganismo. Este cambio al cristianismo se produjo entre el 700 y el 1300. El país fue desde entonces de mayoría católica hasta que en 1536 el rey Cristián III de Dinamarca hizo que la religión oficial pasara a ser de tipo protestante-luterano. Ese mismo año, el rey convocó a todos los obispos en palacio y les obligó a reconocer al monarca como máxima autoridad de la Iglesia. Todos los que no lo reconocieron fueron ejecutados y sustituidos por otros obispos elegidos por el rey, por lo que la transición al luteranismo fue aparentemente rápida y sin grandes guerras ni rebeliones, exceptuando las persecuciones en zonas como Selandia o la difícil conversión a través de las armas de localidades del sur de Jutlandia como Ripen. En 1682 se toleró el judaísmo, el calvinismo y el catolicismo. En 1849, con la llegada de la constitución, cesa cualquier tipo de persecución y se da libertad religiosa a los ciudadanos. Hasta el día de hoy en Dinamarca la Iglesia está unida al estado, siendo su líder el rey del país.

## Organización de la Iglesia del Pueblo Danés

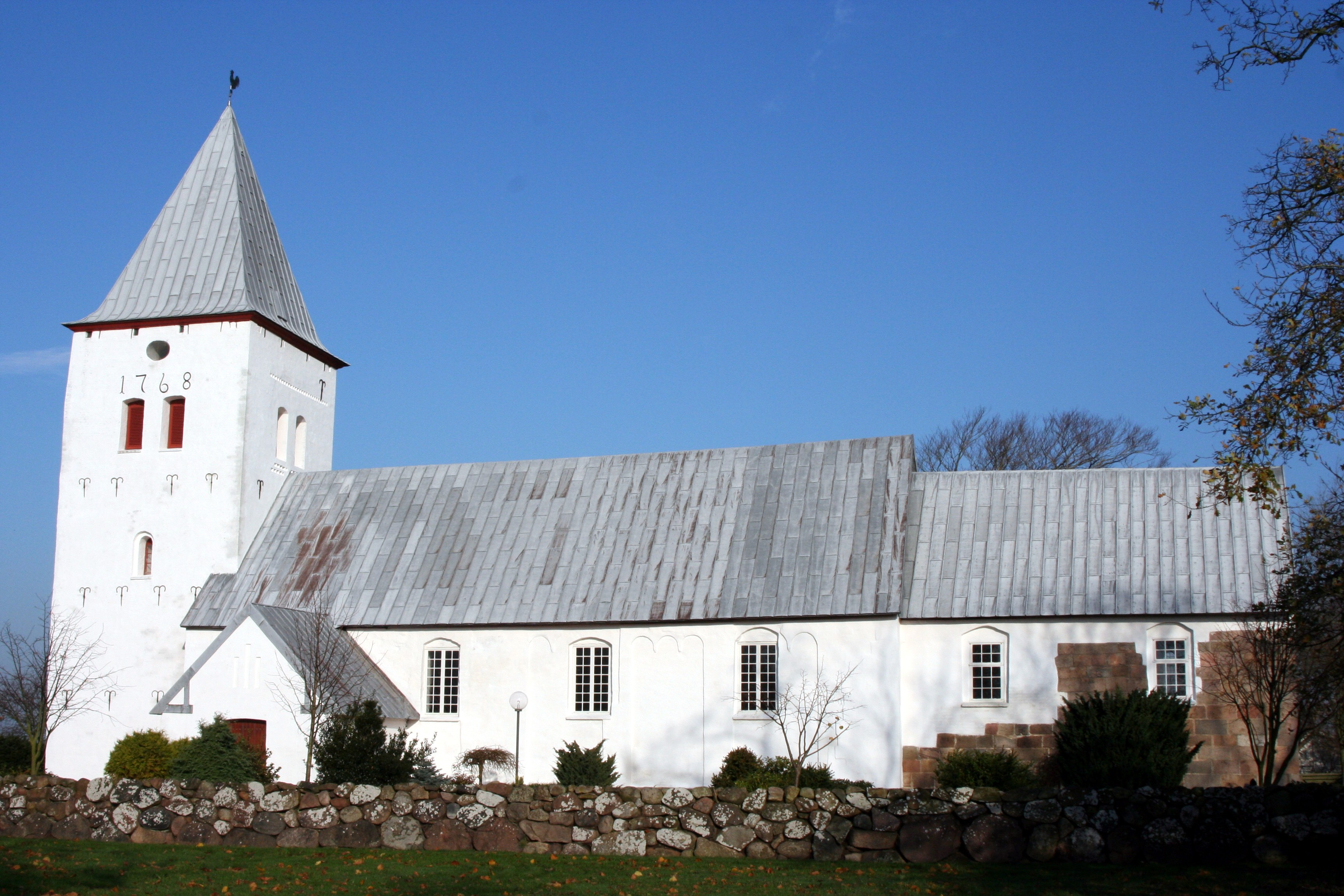
Típica iglesia de pueblo danés. Imagen: Iglesia de Darum.

En la Iglesia del Pueblo Danés, existen dos ramas principales: el Grundtvigianismo y la Misión Interna (Indre Mission), la primera con mayor peso en la Iglesia del Pueblo Danés. La llamada Misión Interna es un grupo luterano danés, creado a finales del siglo XIX, de carácter ultraconservador, cuya principal "misión" es mantener la rectitud de fe dentro de las fronteras de Dinamarca. Tuvieron gran influencia a principios del siglo XX, sobre todo en el oeste de Jutlandia, donde aún mantienen a la mayoría de sus miembros. Son comunidades muy cerradas (se desconoce con exactitud la cantidad de integrantes en la actualidad), cuyas principales características son no beber alcohol (al menos no emborracharse), ayunar, seguir con rectitud las normas de Lutero y la Biblia y por supuesto no casarse con alguien que no sea de la Misión. A la Misión Interna se le considera el fundamentalismo protestante y, aunque haya perdido notablemente su poder en Dinamarca a lo largo de los años, sigue teniendo una enorme influencia en la forma de concebir la religión en la sociedad danesa, por lo que hablar de la Misión Interna es prácticamente un tabú en Dinamarca, aunque todo el mundo sabe lo que es y que existe. Por ello, es una comunidad desconocida para la gran mayoría de extranjeros.
La organización de la Iglesia del Pueblo Danés se hace por diócesis. En Dinamarca hay 12 diócesis. Cada diócesis engloba a un cierto número de parroquias. Cada parroquia elige a su pastor y suele contar con un representante de los partidos más importantes e influyentes de la zona (Venstre, el Partido Socialdemócrata, el Partido Popular Danés o el Partido Popular Socialista suelen ser los principales) y un representante de la Misión Interna. Cada diócesis cuenta con un obispo cuyo papel es meramente administrativo. Hay libertad religiosa, pero el registro de partidas de nacimiento de cada recién nacido se guarda en la respectiva parroquia de la Iglesia del Pueblo Danés, sea o no bautizado en la fe que sea.

## Sociedad

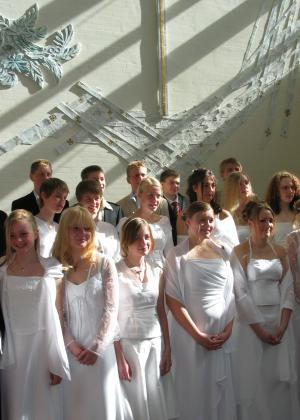
Confirmantes daneses.

Hoy en día (según una encuesta realizada por el Ministerio de la Iglesia danés) el 1 de enero de 2013 un 79,1% de la población danesa es miembro de la Iglesia del Pueblo Danés, es decir, la iglesia estatal. Tras un gran aumento de población musulmana en el país en los últimos años, el islam se ha convertido en la segunda religión con más fieles, entre un 3,8 y un 4%. Un 1% de la población se compone básicamente de católicos (0,6%), otras ramas protestantes y religiones orientales (como el budismo, bahai, etc.).
Un 5% de la población danesa protestante acude todos los domingos al culto, claro está que según la Iglesia Protestante el servicio o culto carece de un orden litúrgico necesario, aunque en los últimos años se han realizado campañas por la asistencia al culto dominical (en el luteranismo: Servicio de Dios). La gran mayoría de los daneses tiene en gran estima a la Iglesia y no es algo que de momento se cuestione, exceptuando la llamada Lista de la Unión, que corresponde al partido de ultraizquierda, que defiende la separación de iglesia y estado. En este punto cabría destacar que los ciudadanos daneses son muy tradicionales, incluso partidos de izquierda, como el Partido Socialdemócrata, no ve por el momento ningún impedimento en que exista un Ministerio de la Iglesia, ya que según éste corresponde con la fe de la mayoría de la población. El tema Iglesia (protestante) no es un debate muy extendido, ni entre políticos, ni entre la población.
Según determinados estudios, una parte de los miembros de la Iglesia del Pueblo Danés dice ser miembro por cuestión de tradición (no se sabe con exactitud la cantidad), identificación con ella y cultura. De hecho, muchos de los daneses no creyentes afirman que es importante la presencia de la Iglesia ya que sus valores son muy importantes para la sociedad y para cada persona. La gran mayoría de los daneses están bautizados y confirmados. Esta última festividad es muy importante para la sociedad danesa, y es comparable a la Primera Comunión en los países católicos. La confirmación se celebra a los 14-15 años y es una gran festividad social. Antes, los no confirmados, celebraban su fiesta llamándola "no-confirmación". Esta denominación se utiliza cada vez menos.
En los últimos años ha ido creciendo una fuerte intolerancia entre daneses y la comunidad musulmana en Dinamarca. Se puede considerar más bien un debate político, pero éste se desvía inevitablemente hacia lo religioso. Los temas como el velo en las mujeres musulmanas, el burka o la implantación de la Sharia, símbolos que chocan con los valores daneses, tienen el monopolio en el debate político actual. Tanto, que incluso les han quitado el sitio a la Crisis económica de 2008-2009 o el brote de la Gripe A también de 2009, en la actualidad política y sobre todo en la actualidad social.

### Judíos
Las primeras familias judías que llegaron a Dinamarca fueron judíos portugueses, y más tarde judíos alemanes, donde vivieron como una minoría tolerada con derechos limitados hasta 1814, cuando un decreto real otorgó a los judíos casi los mismos derechos que a los ciudadanos cristianos. Entre las excepciones estaba, por ejemplo, que no podían ser designados para cargos políticos.
Los judíos daneses solo obtuvieron plenos derechos con la introducción de la libertad de religión en la Constitución en 1849. Actualmente viven aproximadamente 7.000 judíos en Dinamarca, la mayoría en Copenhague.